# Refinament del coure

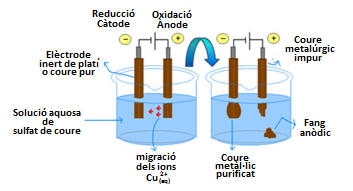
Esquema refinament del coure.

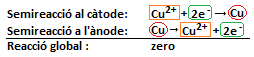
Reacció redox coure

El refinament del coure per electròlisi, és un procés que garanteix un nivell de puresa del coure del 99.99%, necessari per poder utilitzar-lo. El coure és un molt bon conductor de l'electricitat i, per aquest motiu, s'utilitza pel cablejat elèctric. No obstant això, petites quantitats d'impureses poden reduir de manera important la seva capacitat per conduir el corrent elèctric. Per evitar aquest problema, el coure es pot purificar utilitzant una mostra impura de coure com a ànode, en una cèl·lula d'electròlisi, amb un càtode de platí inert o de coure pur i una solució de sulfat de coure com electròlit.